# Remus (maan)

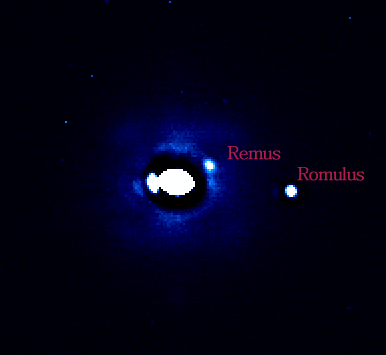
87 Sylvia met twee maantjes

Remus is een in augustus 2004 ontdekte maan van de planetoïde 87 Sylvia. De omlooptijd van de maan is iets minder dan 1,4 dagen, en de omloopellips heeft een lange as van 706 kilometer. Het baanvlak loopt vrijwel door de evenaar van 87 Sylvia. Dit laatste geldt ook voor 87 Sylvia's andere maan Romulus.
Remus is vernoemd naar Remus.